# 阿毘達磨
阿毘達磨，舊譯阿毘曇，簡稱毘曇，意譯為「無比法」、「對法」、「大法」，佛教著作分類之一，為論書的一種，結集為論藏，收入三藏之中。它通常是針對修多羅中的觀點，進行統整與探討。

## 釋義
阿毘達磨被解釋為「無比法」、「對法」，佛世時已有阿毘達磨這種用來解釋、分別經藏的分析方法。《摩訶僧祇律》稱「阿毘曇者九部經」，九部經即九部法、九分教，無比是佛法相對於世間法而言。在《大毘婆沙論》等中，阿毘達磨為「分別諸法自相共相」之「依增上慧論道」，是與戒律和契經相對而言的專門著作，這個術語的含義眾說紛紜。

## 概述

### 上座部佛教
上座部佛教認為，論藏阿毘達磨是佛用更深入、更仔細、更精確的方法說明佛法，阿毘達磨包含了四種究竟法（真實諦、勝義諦），即色法、心法、心所法與涅槃法，以及由心法和心所法想像定義出來的概念法。
上座部佛教《巴利律藏》小品五百〔結集〕犍度記載：佛教第一次結集就有包含論藏阿毘達磨在內的巴利三藏，
《巴利律藏》附隨第3卷記載：釋迦牟尼佛宣說了包含論藏阿毘達磨在內的巴利三藏，
本生經第一卷記載：釋迦牟尼佛前世還是菩薩時，曾經追隨憍陳如佛、弗沙佛、迦葉佛出家，學習包含論藏阿毘達磨在內的三藏，菩薩成佛第四七日後，曾用七天時间，在菩提樹之西北方的「寶之家」，思考阿毘達磨之內容，《法句經‧故事集》記載：佛將論藏阿毘達磨傳給舍利弗，並命令舍利弗將論藏阿毘達磨傳給其他弟子。
以大迦葉尊者為首的五百阿羅漢第一次結集時，將論藏阿毗達摩之論母(Mātikā)歸入《小部》。
第三次結集時，論藏阿毗達摩七部論《法集論》（Dhamma-saṅganī）、《分別論》（Vibhaṅga）、《界論》（Dhātu-kathā）、《人施設論》（Puggala-paññatti）、《論事》（Kathā-vatthu）、《雙論》（Yamaka）、《發趣論》（Paṭṭhāna）最後定型，以目犍連子帝須為首的一千阿羅漢長老共同認證，包含上座部佛教論藏阿毗達摩七部論在內的巴利三藏內容，全部正確無誤。
第四次結集時，五百阿羅漢長老共同認證，包含上座部佛教論藏阿毗達摩七部論在內的巴利三藏內容，全部正確無誤，此後將之書於貝葉上。
上座部佛教經藏註釋記載：釋迦牟尼佛入滅後第三個千年之近代，是三明(宿命明、天眼明、漏盡明)阿羅漢時代，一般而言，在近代這個時代，最高可以證得三明阿羅漢，但難以證得四無礙解智和六神通。
第五次結集時，兩千四百位精通三藏的阿羅漢長老共同認證，包含論藏阿毗達摩七部論在內的所有巴利三藏全部內容，均正確無誤。第五次結集後，包含論藏阿毗達摩七部論在內的所有巴利三藏內容，皆被刻於七百二十九塊大理石上，並被放於緬甸曼德勒的固都陶佛塔內。
西元1954年第六次結集時緬甸、泰國、斯里蘭卡、柬埔寨、寮國、越南、印度、尼泊爾的兩千五百個精通三藏的阿羅漢長老重新確認包含論藏阿毗達摩七部論在內的巴利三藏內容全都正確沒有錯誤，並進行合誦。

### 漢傳佛教
漢傳佛教《五分律》沒有提及阿毘達磨藏，漢傳佛教《四分律》提及的阿毘達磨藏對應《舍利弗阿毘曇論》，漢傳佛教《十誦律》提及的阿毘達磨藏對應《法蘊論》，漢傳佛教晚出的《根本說一切有部毘奈耶雜事》聲稱大迦葉尊者誦出本母形成阿毘達磨藏。
有些人認為在佛教第三次結集後開始出現阿毗達磨著作，論典屬於菩萨阿罗汉對佛經的見解和注疏，通常將某些佛經的零散觀點進行系統、完整地深入闡述，能幫助人們對佛法觀點進行總體認識和系統修行。
漢傳佛教印順法師認為在大眾部與化地部、銅鍱部律藏中，都沒有「結集」論藏的明文，而經量部師認為沒有對法藏，對法只是契經解說慧學的部份，弟子所作的論只是經疏，不算作藏。大眾部律中，稱阿毘達磨為九分教。在推崇阿毘達磨的上座部中，如說一切有部、銅鍱部等，則主張自宗所傳的阿毘達磨論藏為佛陀所說
最早傳入漢地阿毘達磨為東漢安世高譯《阿毘曇五法行經》、曹魏時代譯《阿毘曇甘露味論》；有系統的傳譯始於東晉與十六國時期，苻秦僧伽提婆共竺佛念譯《阿毘曇八犍度論》，苻秦僧伽跋澄譯《鞞婆沙論》（14卷），姚秦曇摩耶舍等譯《舍利弗阿毘曇論》，北涼浮陀跋摩共道泰等譯《阿毘曇毘婆沙論》（存60卷），東晉僧伽提婆共慧遠譯《阿毘曇心論》；後來南北朝時期，劉宋求那跋陀羅共菩提耶舍譯《眾事分阿毘曇論》，劉宋僧伽跋摩等譯《雜阿毘曇心論》，高齊那連提耶舍譯《阿毘曇心論經》。南北朝時，僧侶學習說一切有部的論典，在當時極為興盛，被稱為毗曇宗。
唐朝玄奘重新翻譯了《發智論》、《大毗婆沙論》（200卷）和《品類論》，並翻譯了重要的早期基礎論著《法蘊論》、《集異門論》、《界身論》和《識身論》。說一切有部的阿毘達磨體系完整的保存在漢傳佛教三藏中。

## 內容
漢傳佛教中，阿毘達磨有声闻乘阿毘達磨和大乘阿毘達磨。
声闻乘阿毘達磨有：上座部六分阿毘達磨，即《品類論》、《法蘊論》、《施設論》、《集異門論》、《界身論》、《識身論》；說一切有部，身義阿毘達磨即《發智論》（六分阿毘達磨和發智論合稱“六足發智”），發智論的注釋書《大毘婆沙論》；分別論者某部之《舍利弗阿毘曇論》。對阿毘達磨的總結綜述阿毘達磨主要有：《甘露味論》、《心論》、《雜心論》和《顯宗論》。研究探討阿毘達磨有《俱舍論》和《順正理論》。
大乘阿毘達磨有：阿毘達磨大乘經、大乘阿毘達磨集論、大乘阿毘達磨雜集論。
南傳上座部佛教主要源於分別說部的《巴利文大藏經》中阿毘達磨為七論：《法集論》、《分別論》、《界論》、《雙論》、《發趣論》、《人施設論》、《論事》。